# Chibotte

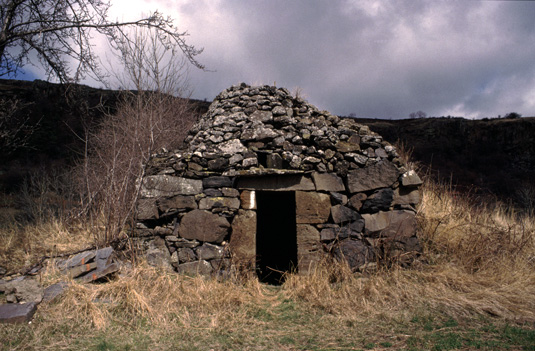
Cabane en pierre sèche (tsabone sous son nom vernaculaire, chibotte sous son nom touristique) au lieudit Les Vigneaux à Vals-près-le-Puy (Haute-Loire) en 1979.

Une chibotte est, dans la littérature touristique de la Haute-Loire, une cabane en pierre sèche, le terme vernaculaire, employé par les vignerons constructeurs et utilisateurs de ces édifices, étant tsabana, en français local tsabone (c'est-à-dire « cabane »). Ces cabanes sont liées à un vaste mouvement de création de parcelles viticoles, principalement au XIXe siècle.

## Origines du terme
Le terme a été répandu dans la première moitié du XXe siècle par l'érudit Albert Boudon-Lashermes (1882-1967), qui l'avait emprunté au toponyme chabotta rencontré dans des textes médiévaux et désignant une habitation permanente rudimentaire, une masure,.
Le terme vernaculaire authentique, employé par les vignerons constructeurs et utilisateurs de ces édifices, était localement tsabone (cabane). Cette substitution était le corollaire d'une mythification des cabanes, promues au rang de « ligures » par ce savant. « Un auteur du pays à l’imagination vive leur attribue une origine ligure », écrit en 1928 le rédacteur de la revue Vie à la campagne (numéro extraordinaire du 15 décembre 1928, p. 15).

## Fonctions

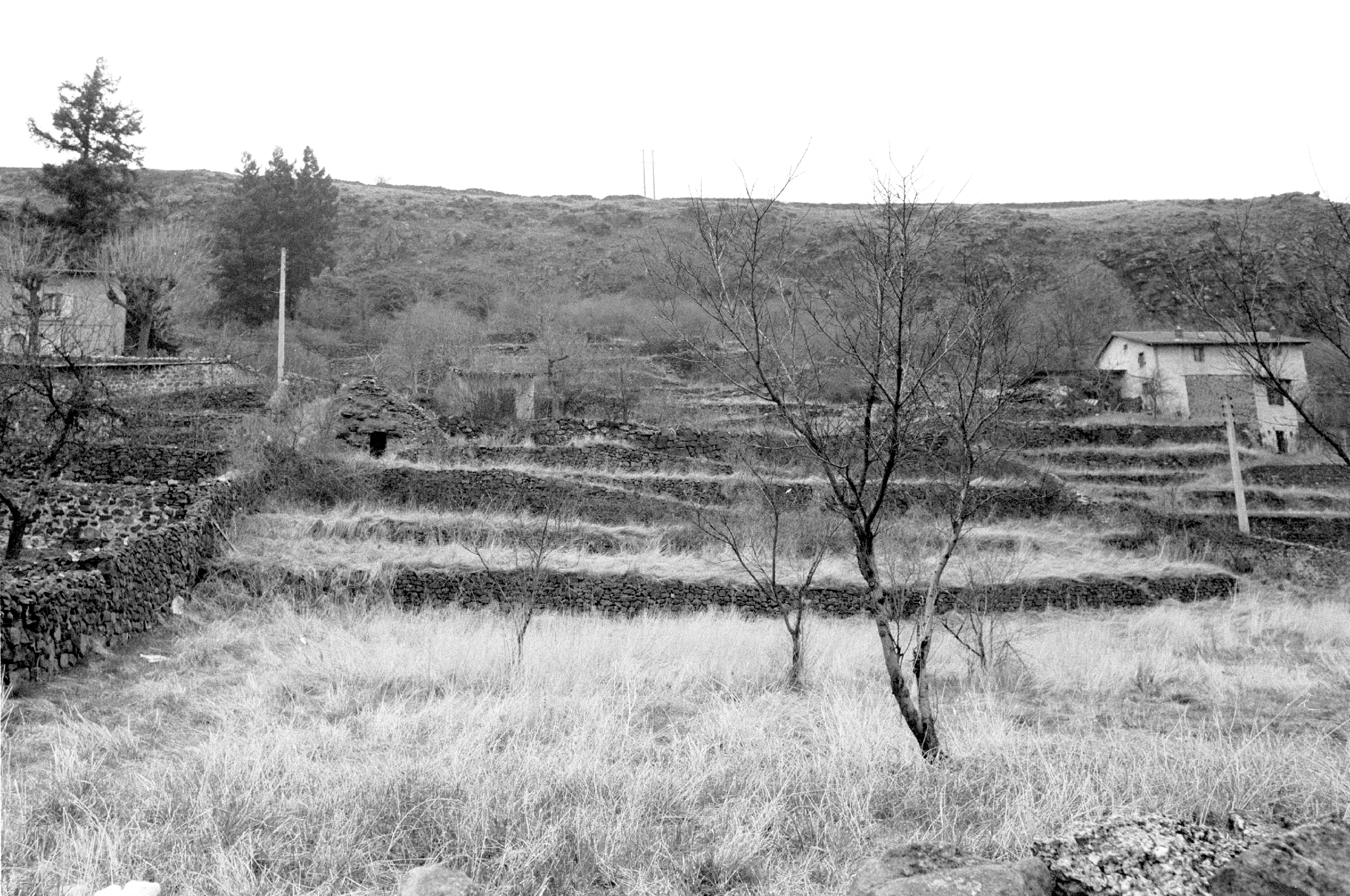
Ancienne vigne en friche avec sa cabane et ses terrasses au lieudit La Sermone à Vals-près-le-Puy en 1979.

Les chibottes ou tsabones étaient, au XIXe siècle, des habitations temporaires ou saisonnières dans les champs et les vignes. Ainsi des habitants du Puy-en-Velay qui possédaient une vigne à Vals-près-le-Puy, y avaient généralement une chibotte qu'ils occupaient le dimanche et pendant l'été, selon un schéma rencontré dans de nombreuses régions du Midi,.
Dans les années 1920-1930, ces cabanes, d'un emploi malcommode, commencèrent à être abandonnées pour de petits pavillons carrés, maçonnés et à toit de tuile plate, plus confortables,.

## Matériaux
Étant donné la nature géologique des plateaux volcaniques du Velay, les matériaux employés à la construction des chibottes sont des matériaux d'origine volcanique.
À Vals-près-le-Puy, il s'agit de dalles et de blocs de basalte, extraits sur place lors du dérochement nécessaire à l'établissement des parcelles de vigne. On peut penser que, comme ce fut le cas dans d'autres régions, la poudre et des outils en acier furent employés pour mener à bien ce travail, produisant d'énormes quantités de matériaux lithiques,.
On distingue deux morphologies de matériau, à la place et à la fonction bien distinctes dans un même édifice :
- d'une part un parement intérieur et une voûte encorbellée réalisés en dalles ou en lauses assez larges, peu épaisses ;
- d'autre part un parement extérieur et une couverture en blocs et moellons[9].

Si les lauses de la « peau » intérieure ne sont jamais taillées, par contre elles sont souvent fracturées, sans doute pour en réduire les dimensions et obtenir un meilleur jointoyage. Les pierres du parement extérieur sont, quant à elles, quelconques. On note l'emploi de très gros blocs à la base, puis de pierres de moins en moins grosses à mesure que l'on se rapproche du sommet.
Quant à l'encadrement de l'entrée, il est souvent en blocs de brèche basaltique, plus rarement en blocs de ponce volcanique. Deux faces sont alors taillées : celle en façade et celle de l'embrasure .

## Procédés de construction

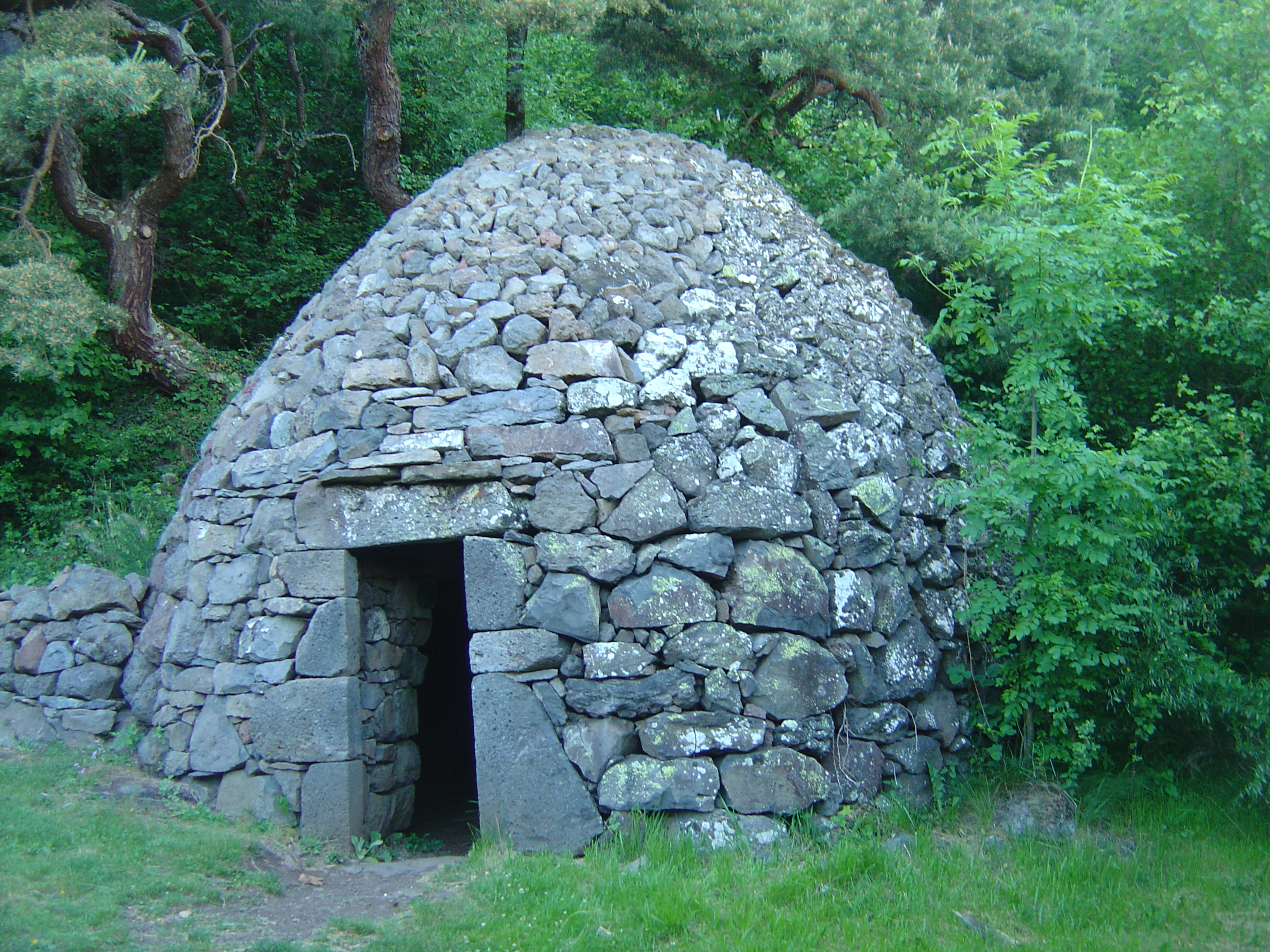
Cabane à la partie supérieure refaite en dôme. Vue prise en 2019.

L'originalité architecturale des chibottes vient de l'emploi de la technique dite « des deux peaux ».
Prenons une construction circulaire. Intérieurement, on a une voûte de plaquettes encorbelées et inclinées, c'est-à-dire une succession verticale d'anneaux, à diamètre dégressif, dont les éléments sont inclinés vers l'extérieur (selon un angle de l'ordre de 15°). Du fait de cette inclinaison, chaque assise est témoin d'un phénomène de contrebutement entre ses éléments, ces derniers agissant comme autant de claveaux. Ce phénomène entraîne la fermeture d'un polygone des forces : chaque assise est alors clavée horizontalement.
Extérieurement, on a, épousant la forme de la voûte, un parement de moellons disposés avec une inclinaison vers l'intérieur, le rôle de ces moellons étant de caler les lauses en les empêchant de glisser et de se disjoindre.
La construction de ce type de voûtement qui associe de façon complémentaire voûte intérieure et revêtement extérieur, se fait assise par assise, et non point en érigeant d'abord la voûte et ensuite le revêtement extérieur.

## Caractéristiques architecturales
Si l'on fait abstraction des guérites, les cabanes visibles actuellement relèvent d'un type morphologique et constructif bien caractéristique, dont les grands traits peuvent se définir comme suit :
- engagement partiel de la partie arrière de la base dans un versant, ou dans un talus séparant deux parcelles étagées;
- façade rectiligne, plane, pas plus haute que l'entrée, aux angles en forme d'éperon;
- couvrement en ogive ou en cône au sommet arrondi, dépassant seul du versant ou du talus;
- entrée à l'élévation rectangulaire, aux piédroits en blocs de brèche basaltique taillés et appareillés, destinée à recevoir une porte en bois[10].

## Enseignements des cadastres
La comparaison des cadastres du lieudit Crousas à Vals semble indiquer que les cabanes qui s'y trouvent sont liées au morcellement d'une vaste propriété détenue par une seule personne et à l'établissement de parcelles viticoles en ces lieux entre le milieu du XVIIIe siècle et le début du XIXe.

## Enseignements des millésimes
Quelques rares millésimes ont été observés sur le linteau en brèche basaltique de quelques cabanes de Vals-près-le-Puy : 1786, 1761 et 1808. Cette rareté est sans doute imputable à la dureté des dalles de basalte employées comme linteau dans les autres cas. La fourchette chronologique concernée permet de cerner à quelle période se situe le mouvement de construction des cabanes.

## Classement
La chibotte du bois de Lirate, propriété de la commune, a été inscrite au titre des monuments historiques le 28 avril 1986.

## Parcours des chibottes
Un projet de restauration et de mise en valeur touristique de ces édifices, échafaudé dès 1976, a débouché, le 5 novembre 2011, sur l'inauguration d'un « parcours des chibottes ».
Le 8 mars 2016, les gorges du Dolaison et la « vallée des chibottes » sur les communes de Saint-Christophe-sur-Dolaison et de Vals-près-le-Puy devinrent site classé.